# Gran Plaça de l'Assemblea Nacional de Chișinău
La Gran Plaça de l'Assemblea Nacional (en romanès: Piața Marii Adunări Naționale), antigament coneguda com a plaça de la Victòria (en romanès: Piața Biruinței). És la plaça central de Chișinău, capital de Moldàvia. Està envoltat pels següents edificis i monuments:
- Monument a Esteve el Gran[1]
- Monument a les víctimes de l'ocupació soviètica
- Casa de Govern
- Arc de triomf a Chișinău
- Catedral de la Nativitat Chișinău
- Parc de la Catedral[2]

Al segle xix, l'espai de diversos centenars de metres quadrats des del perímetre de l'actual avinguda Stefan cel Mare. El 1812, es va convertir en un centre permanent per a negocis governamentals. Tenia el mateix tipus de planificació urbana feta a l'Imperi Rus. A principis del segle XX s'hi van fer nombroses manifestacions obreres, i a partir de 1924, quan el carrer ja portava el nom de Bulevard Rei Carol II, a la seva plaça major es van fer un seguit de manifestacions i vagues. 1 d'agost de 1929, quan es va anunciar un míting polític d'un dia. L'any 1944, el carrer es va convertir en plaça, i les noves autoritats el van batejar com a plaça de la Victòria. En la seva forma actual, la plaça existeix des de desembre de 1951. El 1987-1988, va ser ampliat pels soviètics després de retirar les ruïnes de l'antiga Casa Eparquial.
A l'abril de 2003, el Govern de Moldàvia va rebutjar la petició del Consell de Veterans de l'Exèrcit Soviètic de tornar el nom de la plaça a Plaça de la Victòria. El primer ministre Vasile Tarlev va qualificar la proposta de "repte", i va afegir que el nom és inadequat i que aquesta decisió només la pot prendre l'Ajuntament de Chisinau, que després va rebutjar la proposta dels veterans.

## Esdeveniments massius

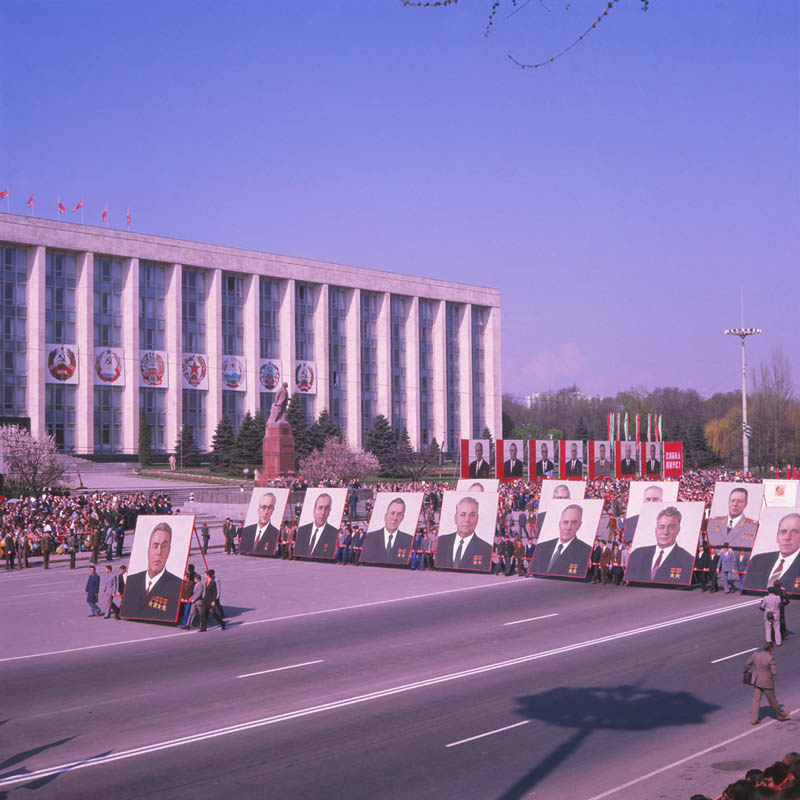
Plaça de la Victòria durant una desfilada del Primer de Maig de 1971.

Segons la legislació governamental, qualsevol persona pot organitzar actes públics a la plaça amb el consentiment de l'Ajuntament de Chisinau.

### Cercaviles
Durant l'època de Moldàvia soviètica, es van celebrar desfilades en aquesta plaça en honor a la Gran Revolució Socialista d'Octubre, el Primer de Maig i el Dia de la Victòria, fins als disturbis civils de Moldàvia de 1989 durant els quals es va celebrar la desfilada militar de la guarnició de Kishinev en honor a la Revolució d'Octubre. interromput pels manifestants. El matí del 7 de novembre, un grup de 100 persones va agafar espelmes i es va posar davant dels tancs soviètics preparant-se per a la desfilada. Un cop els partidaris del Front Popular de Moldàvia van arribar a la plaça de la Victòria, els líders del Partit Comunista de Moldàvia van abandonar immediatament l'escenari central. Les Forces Armades independents de Moldàvia van acollir desfilades militars dedicades a la independència de Moldàvia. Aquestes desfilades es van celebrar els anys 2001, 2011 i 2016.

### Manifestacions públiques
El 1966, el cosmonauta soviètic Yuri Gagarin visita la ciutat, assistint a una manifestació multitudinària a la plaça. Va marcar el 500 aniversari de la creació de la ciutat. El 31 d'agost de 1989 es va produir a la plaça l'adopció de la llengua romanesa com a llengua estatal. A la plaça es va celebrar l'any 2018 una manifestació de suport a la reunificació de Moldàvia i Romania. De cara a les eleccions presidencials moldaves de 2020, una organització afiliada al president Igor Dodon, la Unió d'Oficials de Moldàvia, va ocupar la plaça.

### Activitats polítiques
El 15 de maig de 2000, després de la iniciativa del govern d'abolir els beneficis per als veterans de la guerra soviètica-afganesa, els simpatitzants van anar a la Gran Plaça de l'Assemblea Nacional. Les protestes contra el president Vladimir Voronin van tenir lloc a la plaça durant les protestes de les eleccions parlamentàries moldaves d'abril de 2009. A la plaça van tenir lloc molts esdeveniments massius durant les protestes de 2015-2016 a Moldàvia.

## Galeria

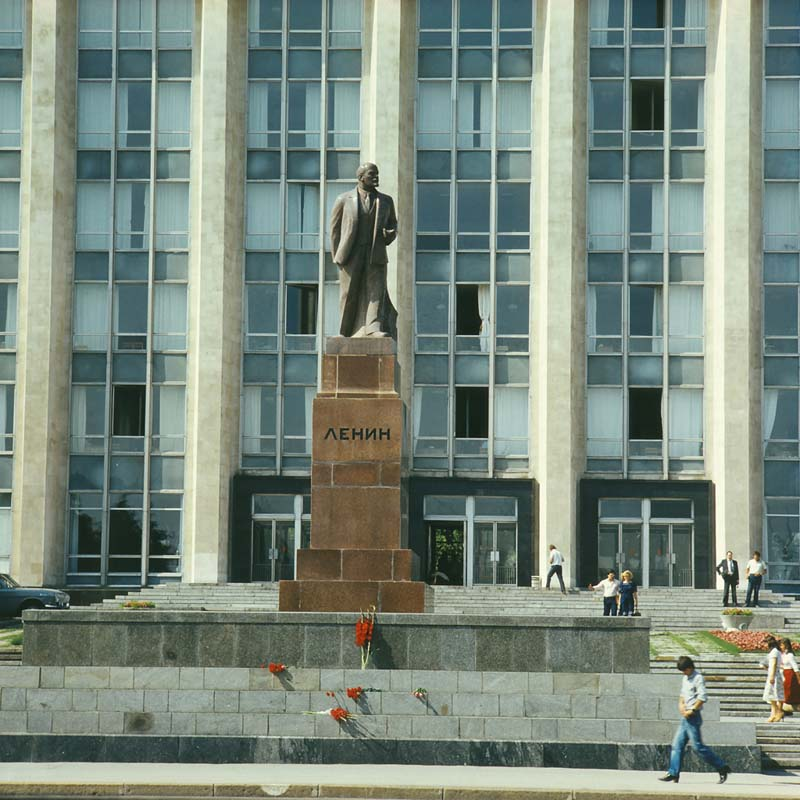
Estàtua de Lenin
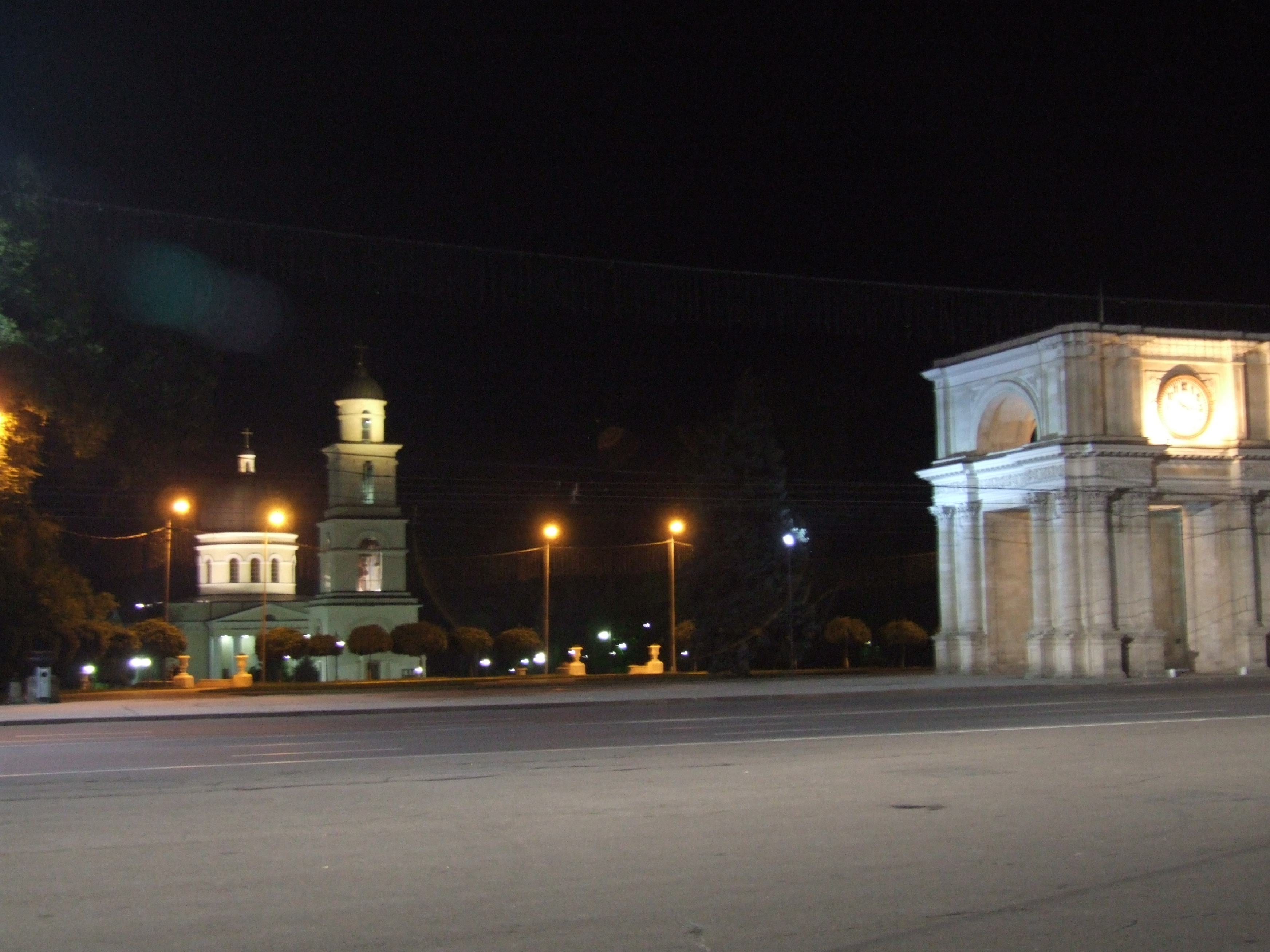
L'arca del triomf i la catedral a la nit
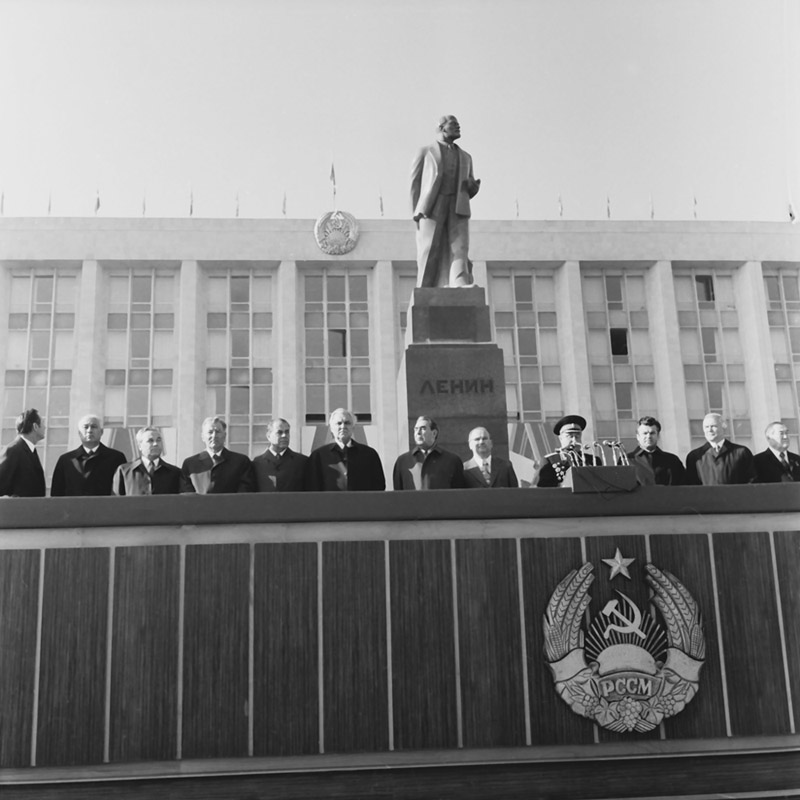
Leonid Brezhnev i Ivan Bodiul en una tribuna de la plaça durant una desfilada l'any 1974.
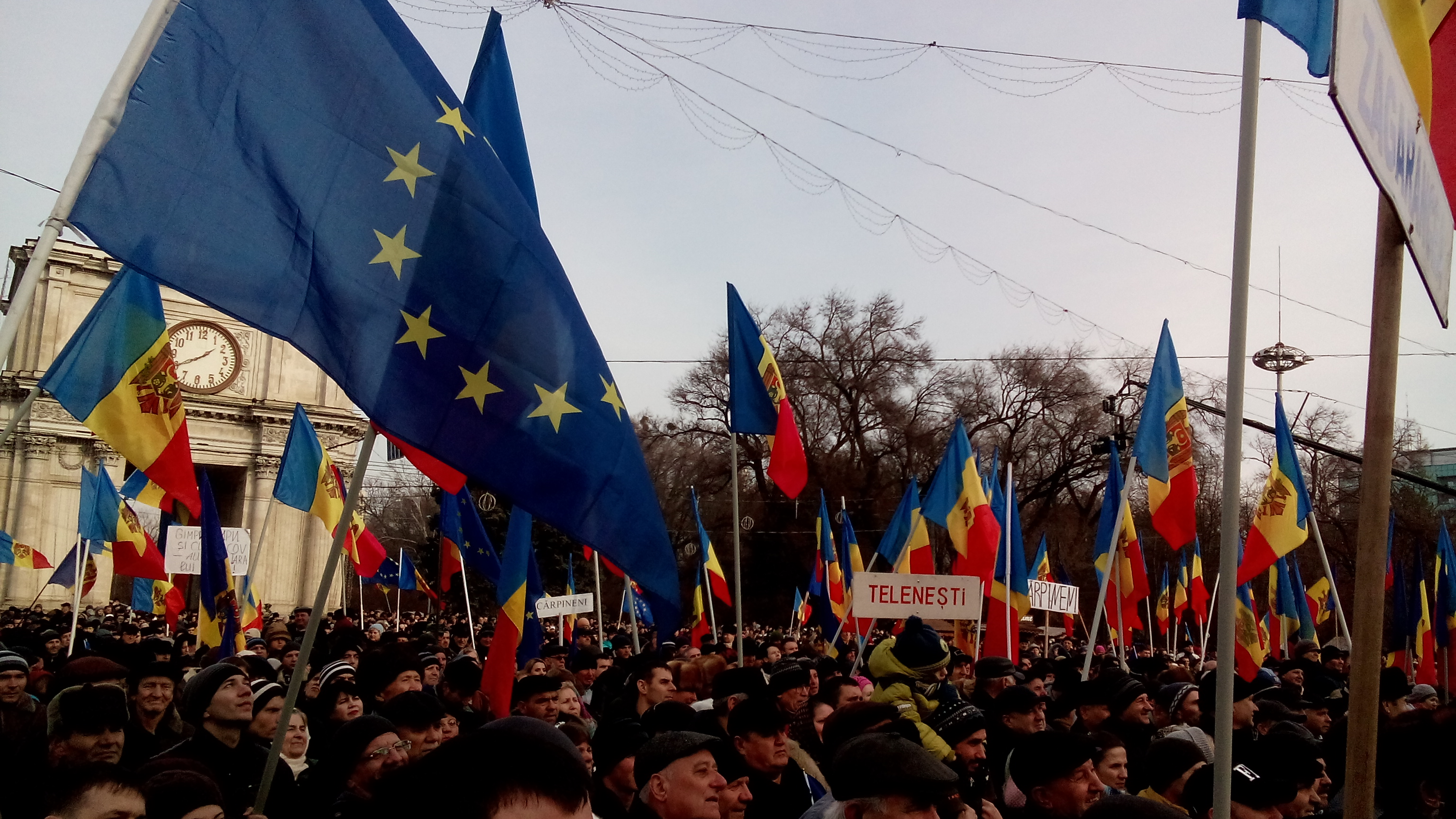
Manifestacions massives el 2016.
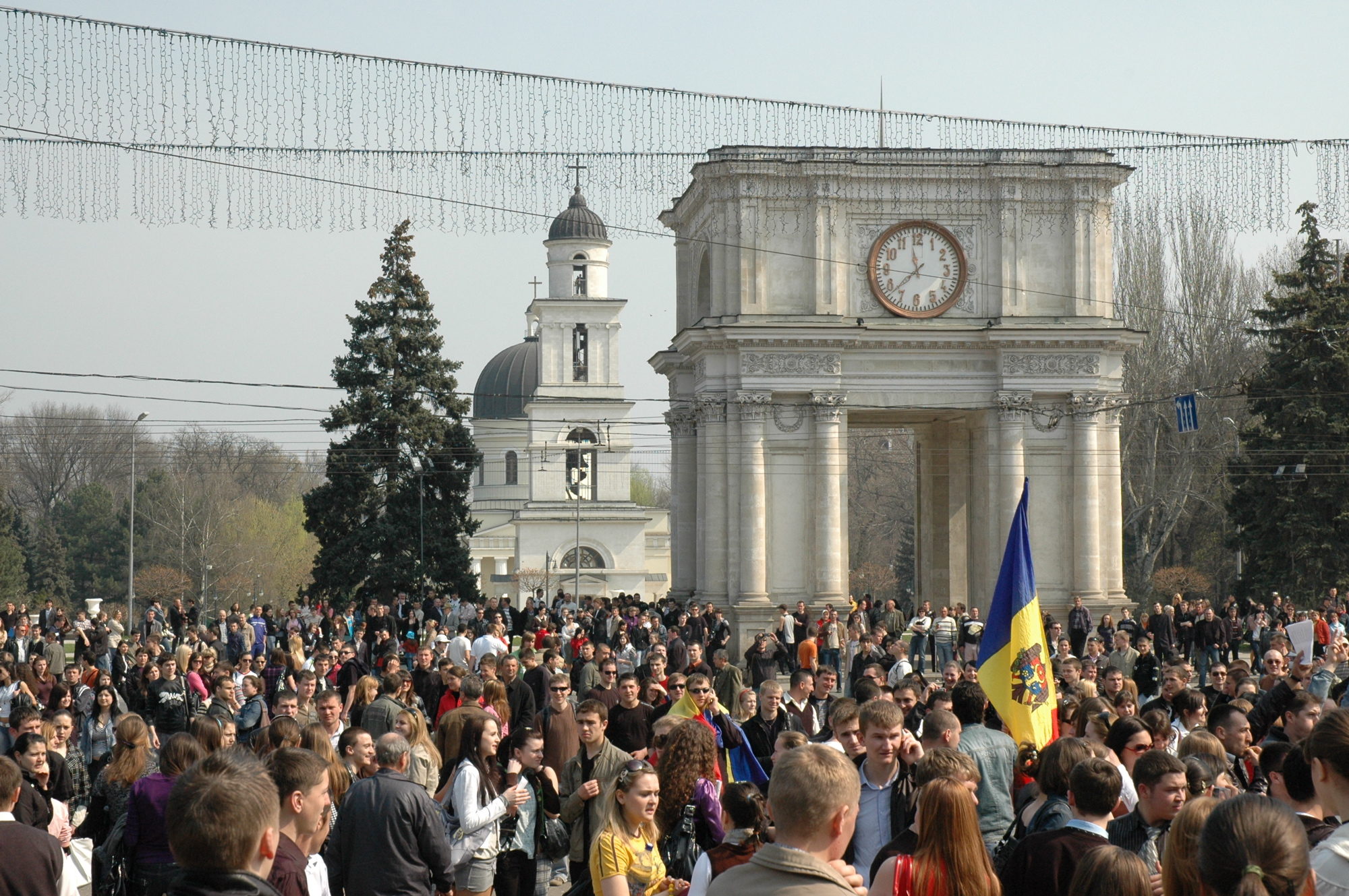
Protestes l'any 2009
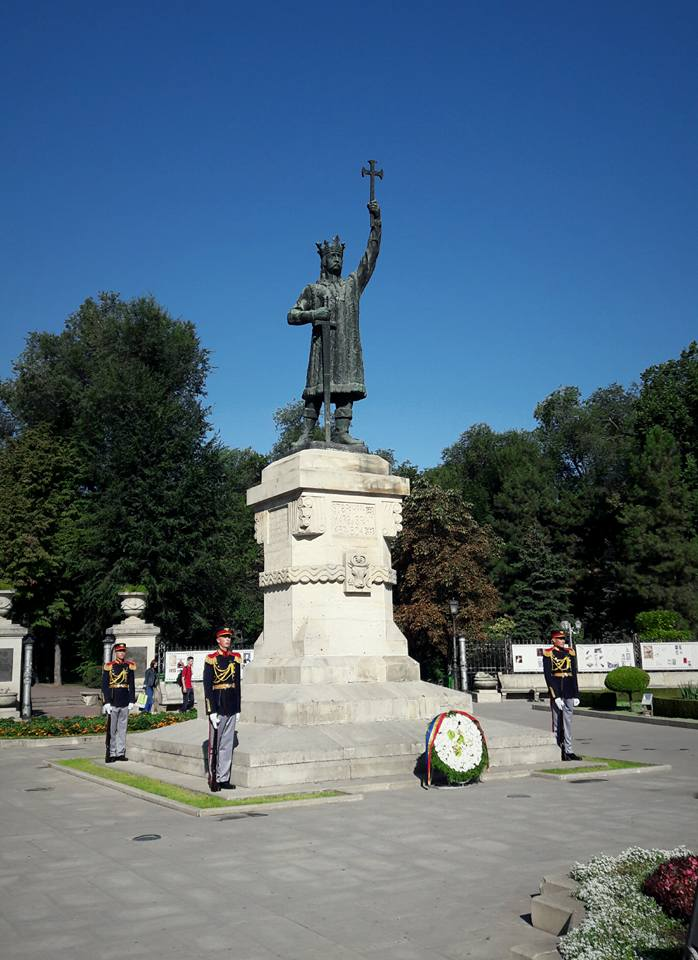
Monument a Esteve el Gran